# La colmena (videojuego)
La colmena es un videojuego de la compañía Opera Soft, publicado en 1992.
El juego es uno de los pocos ejemplos de videojuegos de contenido adulto dentro del panorama de software español.
Se basa en un juego de mesa a base de preguntas y respuestas, con la particularidad de que al fallar las respuestas el jugador es castigado con una serie de pruebas de contenido erótico, de diferente grado. La intención del juego es que los jugadores efectúen esas pruebas en la vida real, añadiendo interactividad y un toque picante.
Las ilustraciones del juego y de la carátula fueron realizadas por Alfonso Azpiri, habitual colaborador de la compañía, así como de otras compañías de videojuegos.